# Frank D'Arcy
Frank D'Arcy là một cầu thủ bóng đá thi đấu ở vị trí hậu vệ ở Football League cho Everton và Tranmere Rovers.